# Efrem II di Gerusalemme
Efrem II (in greco Εφραίμ Β΄; Atene, ... – Gerusalemme, 1771) è stato il patriarca greco-ortodosso di Gerusalemme tra il 1766 e il 1771.
Nacque ad Atene e il suo nome originale era Efthymios. Studiò presso il Monastero di San Giovanni il Teologo a Patmo, dove divenne un monaco di nome Efrem (Efraim). Dal 1742 al 1760 visse a Cipro, dove lavorò come insegnante e allo stesso tempo fu consulente dell'arcidiocesi locale. Nel 1760 andò a Costantinopoli, dove fu nominato predicatore del Patriarcato ecumenico. Tornò a Cipro e fu eletto arcivescovo, ma partì segretamente per Gerusalemme (probabilmente per evitare di essere ordinato a questo incarico). Lì, tuttavia, fu inaspettatamente ordinato metropolita di Betlemme e nel 1766 Patriarca, succedendo a Partenio. Subitò lanciò appelli per la Chiesa di Sion ai Principati danubiani. Nel 1768 riuscì a far emettere un firmano che ratificò i privilegi degli ortodossi sui pellegrinaggi. Tornò a Gerusalemme, dove morì nel 1771.
Efrem si distinse per la sua produzione intellettuale e letteraria, e molti dei suoi testi furono pubblicati postumi.